# Мирное (Амурская область)
Ми́рное — село в Белогорском районе Амурской области, Россия.
Входит в Пригородный сельсовет.

## География
Село Мирное расположено к югу от Белогорска, на дороге, соединяющей автотрассу областного значения Белогорск — Благовещенск с селом Возжаевка (станция ЗабЖД, на Транссибе).
Расстояние до Белогорска (через административный центр Пригородного сельсовета село Пригородное) — 25 км, до с. Пригородное — 12 км.
Расстояние до села Возжаевка — 10 км (на восток).

## Население
| 2002 | 2010 | 2012 | 2013 | 2014 | 2015 | 2016 |
| ---- | ---- | ---- | ---- | ---- | ---- | ---- |
| 210  | ↗236 | ↘235 | ↘230 | ↘225 | ↘220 | ↗227 |
| 2017 | 2018 |      |      |      |      |      |
| ↘225 | ↗227 |      |      |      |      |      |

## Инфраструктура
- Сельскохозяйственные предприятия Белогорского района.